# Lijst van rijksmonumenten in Hardenberg (gemeente)
De gemeente Hardenberg telt 91 inschrijvingen in het rijksmonumentenregister, hieronder een overzicht. 

## Ane
De plaats Ane telt 1 inschrijving in het rijksmonumentenregister.
| Object    | Oorspronkelijke functie?  | Bouwjaar | Architect | Locatie          | Coördinaten?                  | Nr.?  | Afbeelding        |
| --------- | ------------------------- | -------- | --------- | ---------------- | ----------------------------- | ----- | ----------------- |
| Anermolen | Industrie- en poldermolen | 1864     |           | Anerveenseweg 26 | 52° 37' 14" NB, 6° 38' 52" OL | 17196 | Meer afbeeldingen |

## Balkbrug
De plaats Balkbrug telt 19 inschrijvingen in het rijksmonumentenregister. Zie Lijst van rijksmonumenten in Balkbrug voor een overzicht.

## Collendoorn
De plaats Collendoorn telt 1 inschrijving in het rijksmonumentenregister.
| Object                      | Oorspronkelijke functie? | Bouwjaar | Architect | Locatie       | Coördinaten?                  | Nr.?   | Afbeelding        |
| --------------------------- | ------------------------ | -------- | --------- | ------------- | ----------------------------- | ------ | ----------------- |
| Hallehuisboerderij Stoebels | Boerderij                | 1861     |           | De Kerkdijk 1 | 52° 35' 38" NB, 6° 36' 12" OL | 513680 | Meer afbeeldingen |

## De Krim
De plaats De Krim telt 2 inschrijvingen in het rijksmonumentenregister.
| Object | Oorspronkelijke functie? | Bouwjaar  | Architect | Locatie     | Coördinaten?                 | Nr.?   | Afbeelding |
| --- | ------------------------ | --------- | --------- | ----------- | ---------------------------- | ------ | --- |
| Villa, opgetrokken in baksteen op een gepleisterde plint vanaf vierkante grondslag over één, opvallend hoge, bouwlaag onder een met leien gedekt afgeknot schilddak | Woonhuis                 | 1908-1909 |           | Hoofdweg 52 | 52° 39' 4" NB, 6° 37' 25" OL | 512597 | Villa, opgetrokken in baksteen op een gepleisterde plint vanaf vierkante grondslag over één, opvallend hoge, bouwlaag onder een met leien gedekt afgeknot schilddak |
| Hallehuisboerderij Beatrixhoeve, opgetrokken in baksteen onder met pannen gedekt schilddak                                                                          | Boerderij                | 1908-1909 |           | Hoofdweg 52 | 52° 39' 4" NB, 6° 37' 25" OL | 512598 | Hallehuisboerderij Beatrixhoeve, opgetrokken in baksteen onder met pannen gedekt schilddak                                                                          |

## Dedemsvaart
De plaats Dedemsvaart telt 14 inschrijvingen in het rijksmonumentenregister. Zie Lijst van rijksmonumenten in Dedemsvaart voor een overzicht.

## Gramsbergen
De plaats Gramsbergen telt 9 inschrijvingen in het rijksmonumentenregister. Zie Lijst van rijksmonumenten in Gramsbergen voor een overzicht.

## Hardenberg
De plaats Hardenberg telt 13 inschrijvingen in het rijksmonumentenregister. Zie Lijst van rijksmonumenten in Hardenberg (plaats) voor een overzicht.

## Heemserveen
De plaats Heemserveen telt 1 inschrijving in het rijksmonumentenregister.
| Object    | Oorspronkelijke functie?  | Bouwjaar | Architect | Locatie    | Coördinaten?                  | Nr.?   | Afbeelding        |
| --------- | ------------------------- | -------- | --------- | ---------- | ----------------------------- | ------ | ----------------- |
| Haarmolen | Industrie- en poldermolen | 1831     |           | Polenweg 2 | 52° 34' 46" NB, 6° 35' 32" OL | 527473 | Meer afbeeldingen |

## Holtheme
De plaats Holtheme telt 3 inschrijvingen in het rijksmonumentenregister.
| Object                                                                           | Oorspronkelijke functie? | Bouwjaar             | Architect | Locatie             | Coördinaten?                  | Nr.?  | Afbeelding        |
| -------------------------------------------------------------------------------- | ------------------------ | -------------------- | --------- | ------------------- | ----------------------------- | ----- | ----------------- |
| Boerderij De Wasse, onder rieten zadeldak                                        | Boerderij                | 1826 (jaartalankers) |           | Vilsterborg 6       | 52° 36' 59" NB, 6° 43' 5" OL  | 17189 | Meer afbeeldingen |
| Boerderij De Wilp, bestaande uit woonhuis en stal onder rieten en pannen wolfdak | Boerderij                | 1879 (sluitsteen)    |           | Holthemereschweg 10 | 52° 37' 4" NB, 6° 41' 42" OL  | 17198 | Meer afbeeldingen |
| Boerderij Katerstede Katgerrits, onder met riet en pannen gedekt wolfdak         | Boerderij                | midden 19e eeuw      |           | Rondweg 37          | 52° 36' 42" NB, 6° 42' 50" OL | 17200 | Meer afbeeldingen |

## Holthone
De plaats Holthone telt 1 inschrijving in het rijksmonumentenregister.
| Object                                                     | Oorspronkelijke functie? | Bouwjaar             | Architect | Locatie        | Coördinaten?                  | Nr.?  | Afbeelding        |
| ---------------------------------------------------------- | ------------------------ | -------------------- | --------- | -------------- | ----------------------------- | ----- | ----------------- |
| Boerderij De Ganzenhoeve, in sterk traditionele vormgeving | Boerderij                | derde kwart 19e eeuw |           | Holthonerweg 9 | 52° 38' 32" NB, 6° 41' 31" OL | 17197 | Meer afbeeldingen |

## Loozen
De plaats Loozen telt 1 inschrijving in het rijksmonumentenregister.
| Object | Oorspronkelijke functie? | Bouwjaar      | Architect | Locatie            | Coördinaten?                  | Nr.?  | Afbeelding        |
| --- | ------------------------ | ------------- | --------- | ------------------ | ----------------------------- | ----- | ----------------- |
| Forse boerderij, De Zwieseborg, onder rieten zadeldak met houten toppen; in sluitsteen boven de toegang tot de stal: herbouwd 1859; aangebouwd tegen de linkerzijgevel een schuur onder rieten zadeldak. Vrijstaande schuur met houten wanden en een aan de korte zijde overstekend rieten schilddak. | Boerderij                | herbouwd 1859 |           | Hardenbergerweg 23 | 52° 35' 22" NB, 6° 39' 23" OL | 17188 | Meer afbeeldingen |

## Lutten
De plaats Lutten telt 1 inschrijving in het rijksmonumentenregister.
| Object                         | Oorspronkelijke functie?  | Bouwjaar | Architect | Locatie                     | Coördinaten?                  | Nr.?   | Afbeelding        |
| ------------------------------ | ------------------------- | -------- | --------- | --------------------------- | ----------------------------- | ------ | ----------------- |
| Incomplete korenmolen Welkomst | Industrie- en poldermolen | 1902     |           | Dedemsvaartseweg-Noord 124A | 52° 36' 35" NB, 6° 33' 20" OL | 527606 | Meer afbeeldingen |

## Oud Avereest
De plaats Oud Avereest telt 10 inschrijvingen in het rijksmonumentenregister. Zie Lijst van rijksmonumenten in Oud Avereest voor een overzicht.

## Radewijk
De plaats Radewijk telt 1 inschrijving in het rijksmonumentenregister.
| Object   | Oorspronkelijke functie?  | Bouwjaar | Architect | Locatie          | Coördinaten?                 | Nr.?  | Afbeelding        |
| -------- | ------------------------- | -------- | --------- | ---------------- | ---------------------------- | ----- | ----------------- |
| Windlust | Industrie- en poldermolen | 1876     |           | Radewijkerweg 19 | 52° 34' 42" NB, 6° 42' 8" OL | 20019 | Meer afbeeldingen |

## Rheeze
De plaats Rheeze telt 12 inschrijvingen in het rijksmonumentenregister. Zie Lijst van rijksmonumenten in Rheeze voor een overzicht.

## Sibculo
De plaats Sibculo telt 1 inschrijving in het rijksmonumentenregister.
| Object                                                      | Oorspronkelijke functie? | Bouwjaar | Architect | Locatie | Coördinaten?                  | Nr.?  | Afbeelding                                                  |
| ----------------------------------------------------------- | ------------------------ | -------- | --------- | ------- | ----------------------------- | ----- | ----------------------------------------------------------- |
| Terrein waarin overblijfselen van een cistercienserklooster | Archeologisch monument   |          |           |         | 52° 28' 55" NB, 6° 38' 29" OL | 45439 | Terrein waarin overblijfselen van een cistercienserklooster |

## Slagharen
De plaats Slagharen telt 1 inschrijving in het rijksmonumentenregister.
| Object     | Oorspronkelijke functie?  | Bouwjaar | Architect | Locatie         | Coördinaten?                  | Nr.?  | Afbeelding        |
| ---------- | ------------------------- | -------- | --------- | --------------- | ----------------------------- | ----- | ----------------- |
| De Pionier | Industrie- en poldermolen | 1859     |           | Coevorderweg 34 | 52° 37' 31" NB, 6° 33' 36" OL | 20034 | Meer afbeeldingen |

## Venebrugge
De plaats Venebrugge telt 2 inschrijvingen in het rijksmonumentenregister.
| Object                                            | Oorspronkelijke functie? | Bouwjaar       | Architect | Locatie          | Coördinaten?                  | Nr.?  | Afbeelding                |
| ------------------------------------------------- | ------------------------ | -------------- | --------- | ---------------- | ----------------------------- | ----- | ------------------------- |
| Boerderij Havezate Venebrugge: Woonhuis en schuur | Boerderij                | 1833           |           | Hoogenweg 59     | 52° 33' 42" NB, 6° 40' 12" OL | 20035 | Meer afbeeldingen         |
| Venerbrugger Schans/Linie                         | Open verdedigingswerk    | 1795/1800-1801 |           | Hoogenweg bij 56 | 52° 33' 40" NB, 6° 40' 21" OL | 20036 | Venerbrugger Schans/Linie |

Almelo ·
Borne ·
Dalfsen ·
Deventer ·
Dinkelland ·
Enschede ·
Haaksbergen ·
Hardenberg ·
Hellendoorn ·
Hengelo ·
Hof van Twente ·
Kampen ·
Losser ·
Oldenzaal ·
Olst-Wijhe ·
Ommen ·
Raalte ·
Rijssen-Holten ·
Staphorst ·
Steenwijkerland ·
Tubbergen ·
Twenterand ·
Wierden ·
Zwartewaterland ·
Zwolle